# Balchasj
Denna artikel behandlar staden Balchasj. För sjön, se Balchasjsjön.

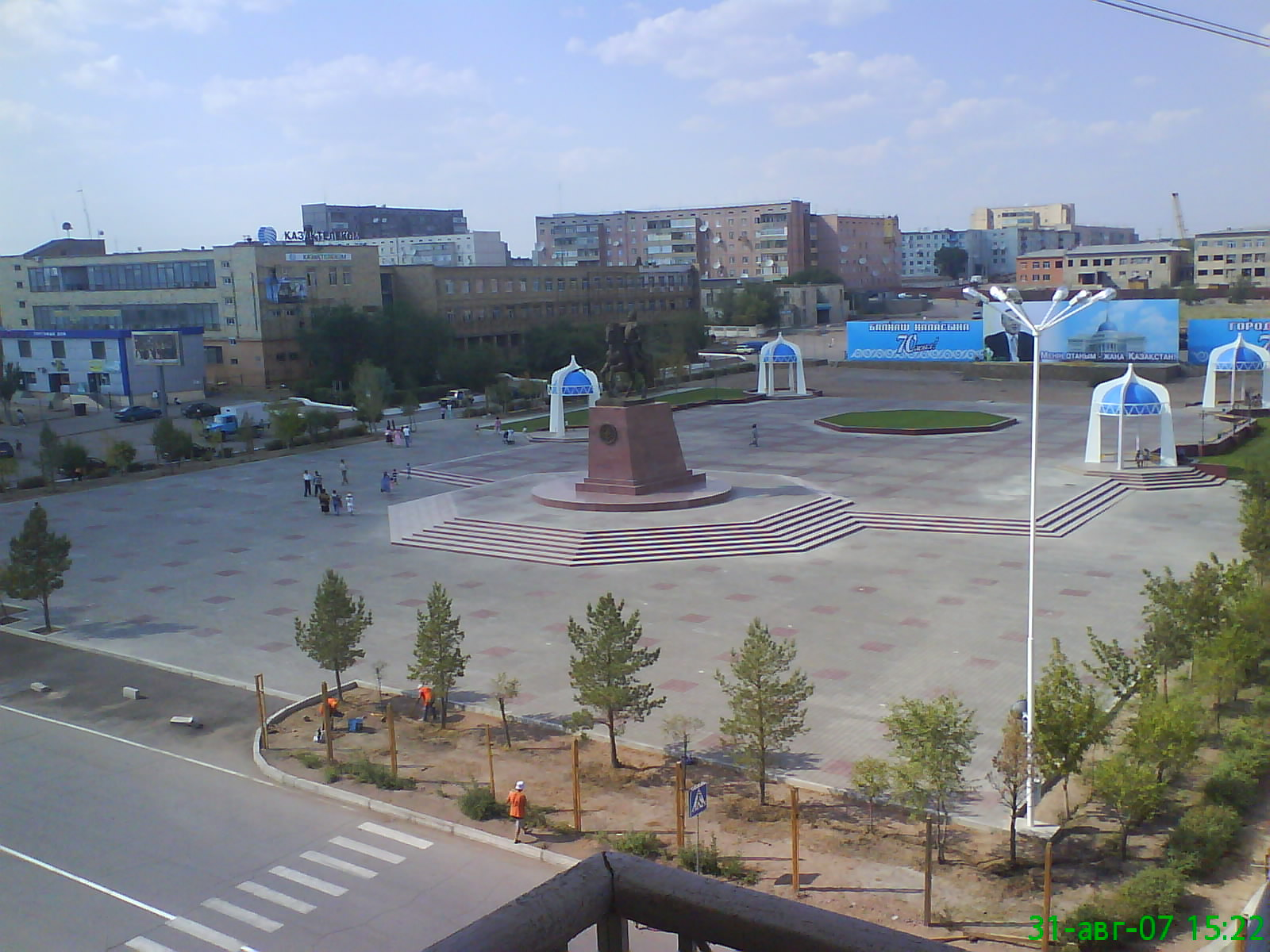
Balchasj centrum

Lägeskarta

Balchasj (kazakiska: Балқаш, Balqasj; ryska: Балхаш) är en stad i oblastet Qaraghandy (Karaganda) i Kazakstan, belägen vid Balchasjsjöns norra strand, 440 meter över havet, 500 kilometer väst om den kinesiska gränsen. Staden hade uppskattningsvis omkring 81 000 invånare år 2006, vilket är en minskning från 1991 då antalet invånare var 87 600. Bland etniska grupper finns kazaker, ryssar, ukrainare, tyskar, tatarer, koreaner, vitryssar och tjetjener. Staden har internationell flygplats.
Balchasj grundades 1937 som en industristad runt den metallurgiska industrin, som än idag utvinner koppar. Staden och den omgivande regionen är utsatta för miljöproblem. De stora fabrikerna i staden gräver ner giftigt avfall nära sjön, vilket har lett till att 25 000 ton tungmetaller har läckt ut i sjön.